# Chalair Aviation
Chalair ist eine französische Regionalfluggesellschaft mit Sitz am Flughafen Caen-Carpiquet. Es werden Liniendienste sowie Shuttle-Dienste für Unternehmen, Fracht (einschließlich giftiger und ätzender Materialien), Geschäfts- und Ambulanzflüge, Pilotenzertifizierung und -schulung, Flugzeugmanagement, sowie Wartungsdienste angeboten.

## Geschichte
Das Unternehmen wurde im Oktober 1986 von Philippe Lebaron, ehemaliger Pilot der französischen Firma Brit Air, gegründet, der mit einer Cessna 310 ein Flugtaxiunternehmen startete. Nachdem Philipp Lebaron im Jahre 1996 bei einem Flugzeugabsturz ums Leben gekommen war, übernahm seine Frau das Unternehmen.
Die Luftverkehrskrise nach den Anschlägen vom 11. September 2001 hatte dramatische Auswirkungen und Chalair musste ihre Flotte drastisch verkleinern und innerhalb weniger Monate von vierzehn auf vier Flugzeuge reduzieren. Im Jahre 2003 wurde das Unternehmen von Alain Battisti, einem ehemaligen Wirtschaftsprüfer bei Arthur Andersen übernommen.
Im Jahre 2016 übernahm Chalair von der insolventen Fluglinie VLM Airlines die Route Hamburg – Antwerpen.
Im Januar 2020 hat Chalair ein Code-Share Abkommen mit Air France geschlossen betreffend sechs Routen von Chalair.

## Flugziele

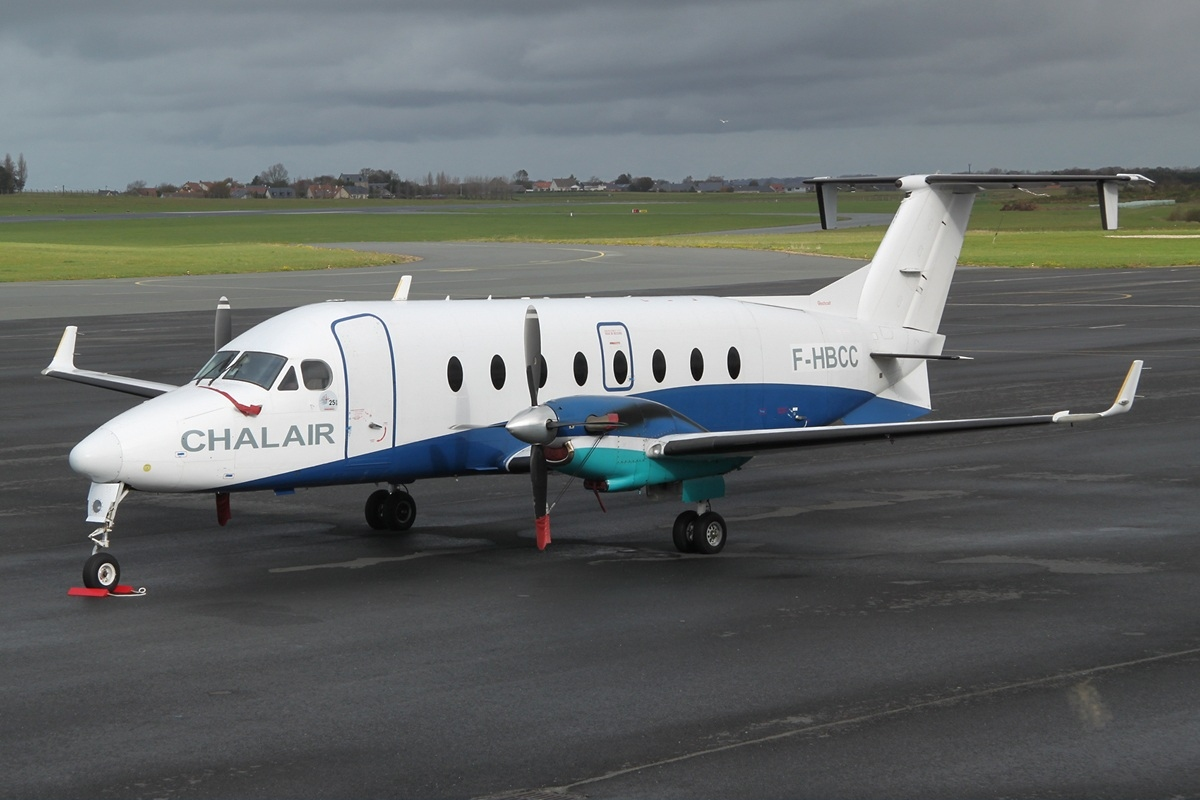
Beech 1900D der Chalair

Die Fluggesellschaft fliegt im Jahr 2025 folgende Ziele in Frankreich an:
- Ajaccio
- Aurillac
- Brest
- Brive La Gaillarde
- Caen
- Castres
- Limoges
- Lyon
- Nizza
- Paris
- Pau

Sowie folgende internationale Ziele:
- Brüssel
- Kerry[4]

## Flotte

### Aktuelle Flotte
Die Flotte besteht mit Stand vom April 2025 aus fünf Flugzeugen mit einem Durchschnittsalter von 25,6 Jahren:
| Flugzeugtyp | aktiv | bestellt | Anmerkungen | Sitzplätze | Durchschnittsalter |
| ----------- | ----- | -------- | ----------- | ---------- | ------------------ |
| ATR 42-500  | 3     |          |             | 48         | 28,1 Jahre         |
| ATR 72-500  | 2     |          |             | 70         | 21,8 Jahre         |
| Gesamt      | 5     | -        |             |            | 25,6 Jahre         |

### Ehemalige Flugzeugtypen
Früher setzte Chalair auch Flugzeuge folgender Typen ein:
- Beechcraft King Air, Super King Air
- Beechcraft 1900D
- Cessna 550 Citation II
- Fairchild Swearingen Metro
- Learjet 45